# توره لینهارت
توره لینهارت (دانمارکی: Thure Lindhardt؛ ‏ دانمارکی: [ˈtsʰu:ɐ ˈle̝nˌhɑ:t]؛ ‏ زادهٔ ۲۴ دسامبر ۱۹۷۴) بازیگر اهل دانمارک است.
از فیلم‌ها یا برنامه‌های تلویزیونی که وی در آن نقش داشته‌است، می‌توان به فرشتگان و شیاطین، به‌سوی طبیعت وحشی، پله فاتح، شعله و لیمو، پل، بیزانتیوم، واحد سیار، جزیره، سریع و خشمگین ۶، آخرین پادشاهی، فردی فراگ‌فیس، بورجیاها و دستور کشتن اشاره کرد.
وی همچنین برندهٔ جوایزی همچون جایزه شوتینگ استارز شده‌است.